# Ángel Pedraza Móriz
Ángel Pedraza Móriz (Toledo , 30 de septiembre de 1889-4 de agosto de 1961) fue un ceramista y profesor de arte español. 
Su padre, Remigio Pedraza y Plá, tenía una tienda de antigüedades en lo que fue casi durante un siglo la Academia de Ciencias Históricas de Toledo, un antiguo edificio llamado Casa de Mesa, construido en la época mudéjar y adornado con ricas yeserías; gracias a su padre tomaría Ángel el primer contacto con los objetos artísticos. Tras los estudios escolares elementales, empieza su formación artística en la Escuela de Artes y Oficios de Toledo; allí tomó clases de dibujo y pintura del director de la misma, el excelente pintor Matías Moreno, y también de cerámica del maestro Sebastián Aguado Portillo.
En 1910 cumple el servicio militar, que realiza a pesar de que su familia podía haberlo librado pagando un estipendio, pero él no desea evadirse de dicho servicio. Al regresar sigue interesado sobre todo en los quehaceres artísticos, entre los que prefiere la cerámica, vidriería, talla, vaciado, modelado y yesería. Vuelve a matricularse en la Escuela de Artes y Oficios, hasta que termina definitivamente su formación en 1915; recibe premios en las categorías de cerámica y vidriería artística. 
En 1916 comienza a trabajar en el taller de Sebastián Aguado como ayudante, y pronto empieza a pensar en independizarse, pues su pericia y formación bien se lo pueden permitir, así que este mismo año solicita y obtiene plaza como profesor en la Escuela de Artes y Oficios de Toledo.
Además de las disciplinas mencionadas, es necesario decir que Ángel Pedraza fue un gran amante de la música, a la que también se dedicó profesionalmente como modo de complementar sus ingresos. Junto con sus hermanos Eladio y Eugenio formó un pequeño conjunto al que se unían esporádicamente otros músicos, y tocaban en diversos lugares de la ciudad y la provincia. Ángel solía ejecutar el violín (también daba clases de instrumento), aunque también sabía tocar otros. Durante una larga temporada dirigió la banda municipal, y en realidad durante toda su vida simultaneó el ejercicio profesional de la música con el de las artes visuales.
Prosigue una intensa y variada actividad artística en Toledo, hasta que en 1924, cuando ya tiene 35 años, decide contraer matrimonio con Alejandra Ruiz. Para entonces es ya un consumado ceramista, y realiza todo tipo de encargos y obras muy importantes, pero la Guerra Civil interrumpe su producción de cerámica, ya que su fábrica es totalmente destruida en 1936.
Tras este conflicto bélico realiza escayolas, vaciados, pergaminos, etc., muchos de ellos para la iglesia católica, el ayuntamiento de la ciudad de Toledo y otras instituciones públicas. Hasta su jubilación, en 1959, es profesor de cerámica y vidriería en la Escuela de Artes y Oficios, aunque sigue trabajando como ayudante del archivo municipal del ayuntamiento de Toledo. En 1961 le diagnostican un cáncer de pulmón, a consecuencia del cual falleció el 4 de agosto de ese mismo año.

## Obras
Aunque posiblemente es la cerámica la disciplina artística que mayor fama le dio, lo cierto es que Ángel Pedraza fue un creador muy completo, con grandes capacidades que le permitían tanto pintar un cuadro como realizar una escultura, tallar madera, dibujar un pergamino, etc. 

### Yeserías
En 1918 realizó las yeserías de la estación de tren de Toledo, trabajo por el que cobró una apreciable cantidad de dinero que le permitió reformar su casa y, lo que es más importante, construir un horno de cerámica. Las yeserías de la estación comprenden diferentes dependencias: vestíbulo, salón de honor (hoy capilla), fonda (hoy cafetería), y el interior de la torre. Para realizarlas se inspiró en yeserías antiguas mudéjares de distintos edificios de la ciudad: Santa María la Blanca, Sinagoga del Tránsito, Casa de Mesa, Sala Capitular de la Catedral y las del Palacio de los Condes de Fuensalida.
En 1930 realiza las yeserías del salón de concilios del Palacio arzobispal de Toledo, que restaura y al que también incorpora pinturas y cerámica.

### Dibujos, pinturas e ilustraciones
Es en sus primeros años, entre 1915 y 1921, cuando tiene tiempo para realizar más obras de dibujo y pintura, mientras que pasado este periodo pintará o dibujará de modo más esporádico. Sigue los gustos del momento, y es influido por pintores toledanos como Matías Moreno,  José Vera y su hijo Enrique Vera, así como Sorolla, Zuloaga, etc.; podríamos calificar su estilo de suavemente impresionista. En 1916 realiza seis óleos de temas paisajísticos toledanos, de tamaño 50 x 40 cm: El puente de San Martín, el Baño de la Cava, el puente de Alcántara, el castillo de San Servando, la torre de la Catedral y tejados y cruz de piedra, en los cigarrales. Para su casa pinta cuatro más pequeños, también de temas toledanos. 
Se conservan asimismo un par de cuadernillos de dibujos de apuntes, a lápiz y coloreados, de temas diversos: la muralla de la ciudad, una noria, motivos vegetales, hombres de campo, etc., aunque la mayor parte de sus dibujos de apuntes se dan por perdidos.
También realizó numerosas acuarelas, técnica nada sencilla para la que estaba muy bien dotado; de hecho, en 1920 participa en una exposición colectiva en la Casa de Mesa, y la prensa local alaba las tres pequeñas acuarelas con las que participa: "Tres acuarelas de bastante buen gusto de Ángel Pedraza", "Ahí, en la sección de pintura, réstame por citar las tres lindas acuarelas de Ángel Pedraza".
Hacia 1940 y años posteriores ilustró diversos libros religiosos, tales como el ritual de ceremonias de la Catedral, y colaboró como ilustrador en publicaciones religiosas, como El Buen Amigo. 
En 1954, y ayudado por su hija Esperanza, decoró la parte alta del ábside y parte de la bóveda de la capilla de antiguo edificio de Maternidad, antiguo convento de San Juan de Dios de Toledo. 
En 1955 terminó, tras casi dos años de trabajo intermitente, unas pinturas al temple en una gran sala situada entre el claustro de la Catedral y su sala capitular, ya que debido a la humedad de esa zona las pinturas anteriores se habían perdido; los motivos elegidos fueron figuras e inscripciones alegóricas a la unión de la iglesia católica con el Estado, siguiendo el pensamiento dominante de ese momento (dictadura de Francisco Franco, cuyo escudo también aparece sobre una ventana). 
En 1957 ilustró el libro de su buen amigo el poeta toledano Juan Antonio Villacañas, llamado La Estatua Animada.

### Cerámica
En 1920 construyó el primero de los cinco hornos que llegaría a tener su fábrica de cerámica, que estuvo activa quince años: desde 1921 a 1936; en estos años abandonó las tareas docentes de la Escuela de Artes para poder dedicarse a la cerámica, aunque siguió con la música como complemento económico. Pronto empieza a hacerse con un nombre, y le llueven encargos de toda España y aún del extranjero. Va adornando su casa con diversos elementos de cerámica (platos, bancos de jardín, etc.); en 1925 obtiene la primera medalla de la Exposición de Industrias Artísticas del ayuntamiento de Toledo, el primero de los muchos reconocimientos que irá ganándose con el tiempo. Los artículos que fabrica son de todo tipo, destacando recipientes, vasijas y azulejos; usa tanto la técnicas de cuerda seca como la de arista o cuenca y la mayólica o pintada; los estilos también varían: renacentista, barroco, mudéjar, mozárabe. Llega a fabricar setenta y seis modelos distintos de objetos ornamentales, como ánforas, tinteros, jarrones, ceniceros, floreros y orzas, y cincuenta y dos modelos distintos de platos. Usa también el estilo talaverano, y el más costoso (pero muy demandado) del reflejo metálico.
En 1926  fabrica los azulejos de estación de ferrocarril de Algodor, realiza rótulos y ánforas para el congreso eucarístico celebrado con motivo del séptimo centenario del inicio de la construcción de la catedral de Toledo, envía varios objetos cerámicos a la Feria de Muestras de Milán, y un hermoso monumento funerario para su sobrino Mariano, hijo de su hermano Eladio, que falleció con solo siete años. 
En 1927 realiza diversos encargos del arzobispado: decoración del salón de concilios del palacio arzobispal, zócalos de la iglesia de la Magdalena, de la ermita de la Concepción, y azulejería del Colegio de Doncellas Nobles.
En 1928 realiza un zócalo y un panel de azulejos con la Virgen y el Niño para el Colegio de Doncellas nobles, diversos zócalos más y el muy importante encargo de reproducir la botica del Hospital de Tavera. 
En 1929 participa en la exposición de Sevilla con diversos trabajos de cerámica. Es el momento de máxima producción de la fábrica, a la que acuden famosos e intelectuales; incluso hace un ex libris de cerámica para Concha Espina, madre de Víctor de la Serna, uno de los visitantes de la misma. 
Entre 1929 y 1932 se crea en su fábrica el gran proyecto del nuevo parque del jardín municipal de Ciudad Real, compuesto de azulejos, jarrones, molduras, lámparas, alisares, escudos, bancos, pilastras y demás elementos ornamentales y arquitectónicos. También se exportan muchos paneles de cerámica a Estados Unidos, donde son especialmente solicitados los de temas alusivos al Quijote.
Toda esta actividad, levantada con gran esfuerzo y que le había permitido pagar las deudas del comienzo, dar trabajo a bastantes ayudantes, y ganar algún dinero, se truncan con la Guerra Civil, pues cinco bombas caen sobre la fábrica y destruyen tres de los hornos y parte la casa donde vivían él y su familia.